# Ballantine's
Ballantine’s es una marca de whisky escocés mezclado fabricado por Pernod Ricard en Dumbarton, Escocia. El porcentaje de contenido de alcohol es del 40%.

## Historia
La historia de Ballantine’s Scotch Whisky comienza en la localidad escocesa de Edimburgo en 1827. George Ballantine inauguró en dicha ciudad con 19 años de edad una pequeña tienda de alimentación con un puesto incluido de vino y bebidas alcohólicas, después de que en 1823 una nueva ley permitiera la destilación de whisky escocés por particulares. El negocio floreció y en 1837 trasladó el comercio a la prestigiosa área de South Bridge, cerca de Princes Street, en Edimburgo. Ballantine comenzó a experimentar entonces con la mezcla de whiskies de malta y grano de diferente edad y de diferentes destilerías con el fin de conseguir un producto ligero y fino.
A partir de 1881, la empresa Ballantine & Son Ltd. comenzó a distribuir el whisky mezclado por todo el mundo, consiguiendo que el whisky escocés mezclado ganara en fama en los mercados internacionales.
Tras la muerte de George en 1891, sus hijos continuaron con el negocio consiguiendo la Autorización Real para ser un proveedor oficial de la Reina Victoria, al igual que de su sucesor, el rey Eduardo. El reconocimiento a Ballantine's alcanzó su punto álgido en 1937 con la entrega de un escudo por parte del lord Lyon de Escocia.
Su éxito definitivo como marca internacional de whisky escocés llegó en 1937 con la compra del conglomerado de bebidas alcohólicas Hiram Walker Gooderham & Worts. Un año más tarde se introdujo el característico escudo que se ha mantenido en las botellas de la marca: la bandera escocesa junto con los cuatro ingredientes más importantes para la elaboración de un buen whisky escocés —cebada, agua, alambiques para la destilación y barricas de roble—. 
En 1988, Ballantine's fue adquirido por Álvaro Domecq y Díez, quien en 1994 vendió sus propiedades a la inglesa Allied-Lyons, posteriormente Allied Domecq, firma que en 2005 fue adquirida por el grupo francés Pernod Ricard. Ballantine's aún mantiene un importante complejo de almacenes en Dumbarton East y una planta embotelladora en el norte de la ciudad.
En 2006, Sandy Hyslop fue nombrado maestro mezclador de Ballantine's, el quinto en 180 años de existencia de la empresa.

## Productos
Las marcas Ballantine’s Finest, Ballantine’s 12 Year Old y Ballantine’s Pure Malt son algunas de las marcas de whisky escocés más famosas del mundo y número uno de ventas en Europa.[cita requerida]

## Mezcla
Los maestros de mezcla de Ballantine's son en gran parte responsables de la calidad de los productos de la casa. A lo largo de la historia de la empresa sólo ha habido cinco. Su labor es asegurar la tradición que comenzara George Ballantine en 1827 para conservar el estándar de calidad. La mezcla exacta de los diferentes whiskies es un secreto de empresa y sólo se transmite de un maestro mezclador a otro. 
Para la elaboración de Ballantine’s se utilizan whiskies de malta y grano de las cuatro regiones de whisky de Escocia: Las Islands (Islas), Highlands, Speyside y las Lowlands.

## Variantes
- Ballantine's 8
- Ballantine's 12
- Ballantine's 17
- Ballantine's 21
- Ballantine's 25
- Ballantine's 30